# Вилєво
45°45′ пн. ш. 18°04′ сх. д. / 45.75° пн. ш. 18.06° сх. д.
Вилєво (хорв. Viljevo) – громада і населений пункт в Осієцько-Баранській жупанії Хорватії.

## Населення
Населення громади за даними перепису 2011 року становило 2 065 осіб. Населення самого поселення становило 1218 осіб.
Динаміка чисельності населення громади:
Динаміка чисельності населення центру громади:

## Населені пункти
Крім поселення Вилєво, до громади також входять: 
- Бланє
- Боцковаць
- Црет-Вилєвський
- Іваново
- Капелна
- Крунослав'є

## Клімат
Середня річна температура становить 11,17°C, середня максимальна – 25,32°C, а середня мінімальна – -5,84°C. Середня річна кількість опадів – 670 мм.
| Клімат поселення                              | Клімат поселення | Клімат поселення | Клімат поселення | Клімат поселення | Клімат поселення | Клімат поселення | Клімат поселення | Клімат поселення | Клімат поселення | Клімат поселення | Клімат поселення | Клімат поселення | Клімат поселення |
| Показник                                      | Січ.             | Лют.             | Бер.             | Квіт.            | Трав.            | Черв.            | Лип.             | Серп.            | Вер.             | Жовт.            | Лист.            | Груд.            |                  |
| Середній максимум, °C                         | 5,84             | 8,01             | 12,52            | 17,22            | 22,52            | 25,32            | 25,10            | 24,59            | 20,31            | 14,97            | 9,20             | 5,07             |                  |
| Середня температура, °C                       | 0,00             | 2,17             | 6,70             | 11,39            | 16,67            | 19,48            | 21,50            | 21,00            | 16,70            | 11,40            | 5,60             | 1,50             |                  |
| Середній мінімум, °C                          | −5,84            | −3,68            | 0,84             | 5,55             | 10,84            | 13,64            | 17,92            | 17,41            | 13,11            | 7,78             | 2,00             | −2,11            |                  |
| Норма опадів, мм                              | 40               | 36               | 39               | 52               | 65               | 86               | 62               | 63               | 53               | 56               | 66               | 52               |                  |
| Середньомісячна швидкість вітру, м/с          | 2.30             | 2.56             | 2.81             | 2.74             | 2.40             | 2.23             | 2.20             | 2.00             | 2.00             | 2.10             | 2.21             | 2.36             |                  |
| Середньомісячна сонячна радіація, кДж/м²·день | 4147             | 6874             | 10752            | 15324            | 19352            | 21443            | 22190            | 19973            | 14783            | 9148             | 4643             | 3436             |                  |
| --------------------------------------------- | ---------------- | ---------------- | ---------------- | ---------------- | ---------------- | ---------------- | ---------------- | ---------------- | ---------------- | ---------------- | ---------------- | ---------------- | ---------------- |
| Джерело:                                      |                  |                  |                  |                  |                  |                  |                  |                  |                  |                  |                  |                  |                  |